# 灶神星
灶神星（小行星序號：4 Vesta）是主小行星帶中體積最大的天體之一，平均直徑525（326英里）。它是海因里希·歐伯斯在1807年3月29日發現的，以羅馬神話中家和壁爐的女神維斯塔命名，中文翻譯為中國神話中的灶神。
灶神星是繼矮行星穀神星之後，質量最大的主帶小行星 ，佔有主小行星帶總質量的9%。
雖然質量比智神星多，但體積卻比較小，所以是體積第三大的小行星。灶神星形成岩質行星剩餘的原行星（內部分異）。一、二億年前，灶神星曾經被撞擊，產生了許多碎片，並留下兩個巨大的撞擊坑，而且南半球有著很高的密度。這次事件的一些碎片已經墜落到地球，成為HED隕石，提供了有關灶神星的豐富資訊來源。
灶神星是從地球可以看見的最亮的小行星，它距離太陽最遠時的距離只比穀神星最近的距離遠了一點，不過灶神星的軌道完全都在穀神星的軌道之內。
NASA的黎明號太空船在2011年7月16日至2012年9月5日進入環繞灶神星的軌道，進行了將近一年的探測，然後前往穀神星。研究人員繼續分析黎明號收集到的資訊，期望能更了解灶神星的形成和歷史。

## 發現

大小的比較：前10顆小行星與月球的大小比較。灶神星是從左邊算起的第四顆。

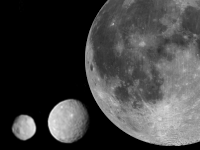
依照比例呈現的灶神星、穀神星和月球。

在穀神星被發現的一年後，海因里希·奧伯斯1802年發現了智神星。他提出了這兩顆天體是被摧毀行星的殘骸。他給英國天文學家威廉·赫歇爾送了一封信，建議在穀神星和智神星的軌道交會處附近搜索，可能會找到更多的碎片。這些軌道的交點位於鯨魚座和室女座 。
奧伯斯在1802年開始他的搜尋，在1807年3月29日他在室女座發現了灶神星 －這是一個巧合，因為穀神星、智神星和灶神星並不是更大天體的碎片。因為在1804年已經在現在稱為主小行星帶發現了第三顆小行星婚神星，因而灶神星成為發現的第四顆小行星。這一發現是在3月31日寫給德國天文學家約翰·施羅特的信件中宣佈。
因為歐伯斯已經有發現一顆行星的榮耀（小行星智神星在當時被認為是行星），他將為這顆新發現的小行星命名的榮譽給了德國數學家高斯，他的軌道計算協助天文學家得以證實第一顆小行星穀神星的存在，並且以短短10小時的觀測就能計算出新發現的小行星軌道的榮耀。高斯決定以羅馬神話的爐灶和家庭的保護神，貞節的Vesta命名這顆小行星，中文翻譯為灶神星。
1807年發現灶神星之後，長達37年的時間未再發現其他的小行星。在這段期間，只有四顆小行星為人所知，因此它們有自己的標誌（符號），灶神星的標誌具有壁爐邊的風格（參見頂端的表格）。

### 名稱
灶神星是被發現的第四顆小行星，因此它的正式編號是4號。Vesta的名稱在不同的國家雖然會有不同的變體，但在國際上有兩個例外：希臘和中國。在希臘，古希臘語和Vesta相當的是Hestia（4 Εστία）；在英語，這個名字是46 Hestia（希臘語這兩顆小行星同名，僅能以編號區分）。在中文，Vesta應該稱為「家園神星」，但卻以灶神命名為灶神星（zàoshénxīng），對比於此一源自拉丁文的神明。。
依據它的發現，灶神星比照穀神星、智神星和婚神星在早先都被當做行星，因此都有行星的符號。這個符號，⚶，表示灶神星神聖之火的祭壇，是由高斯設計的。在高斯的概念下繪製的灶神星天文符號;，在現代的則是。
自灶神星的發現後，有38年之久未再發現其它的小行星，而當時的太陽系被認為有11顆行星。
然而，新的小行星從1845年以更快的速率被發現，到了1851年已經有15顆，包括7大行星在內，每一顆都有自己的天文標誌。很快的天文學家就認清為每一顆新發現的行星繪製符號是不切實際的，因為很難快速與無限制的繼續繪與設計新的行星符號。當年班傑明·阿普索普·古爾德就建議用編號來解決新發現小行星的問題：按照發現的順序，在圓圈中置入數字做為小行星的符號。因而第四顆被發現的灶神星獲得的一般符號是④，很快的這就加入了官方給予小行星的正式名稱，④ 灶神星，數字加上小行星的名字。到了1858年，圓圈被小括號取代，成為(4) 灶神星，這使得排版變得簡單。其它的表示法還有4) 灶神星和4, 灶神星，都有人使用，但在1949年以後就或多或少的完全消失了。現在，不是單純的稱為灶神星就是完整的稱為4 灶神星。

### 早期的測量
哈佛大學天文台在1880-1882年對灶神星做了光度測量，圖盧茲天文台在1909年也做了相同的測量。這些和其它的觀測，使得1950年代能夠測量灶神星的自轉速率。然而，因為光變曲線的形狀和變化還包括反照率，因此早期估計的自轉速率受到質疑。
早期估計灶神星的直徑從1825年的383至444 km，愛德華·皮克林在1879年推導出的直徑估計是513±17 km。這是最接近現代數值的數字，但之後一個世紀的估計值，從最低的390 km到最高的602 km莫衷一是，而這些測量全都是依據光度測量。在1989年，散斑干涉法被用來測量其大小，在一個自轉週期中，在 498和548 km之間變化著。在1991年，一次灶神星掩蔽恆星SAO 93228的事件，從美國東部和加拿大幾個不同的地點進行觀測。依據14個不同場所的觀測，最契合的觀測數據的是橢圓形的形狀，其大小大約是550 km × 462 km。現代的太空探測也認同了這個測量結果。
灶神星也是第一顆被測量出質量的小行星。每隔18年，小行星197 Arete會接近灶神星至0.04 AU的距離內。在1966年，根據測灶神星引力對197 Arete的攝動，Hans G. Hertz估計灶神星的質量是(1.20±0.08)×10−10太陽質量。更精確的估計在之後的2001年完成，利用17 海女星受到的攝動，估計灶神星的質量是(1.31±0.02)×10−10太陽質量。

## 符號
當用符號來標示時，灶神星通常是使用，但是有時會使用或是。所有這些符號都簡化自最原始的。

## 物理性質

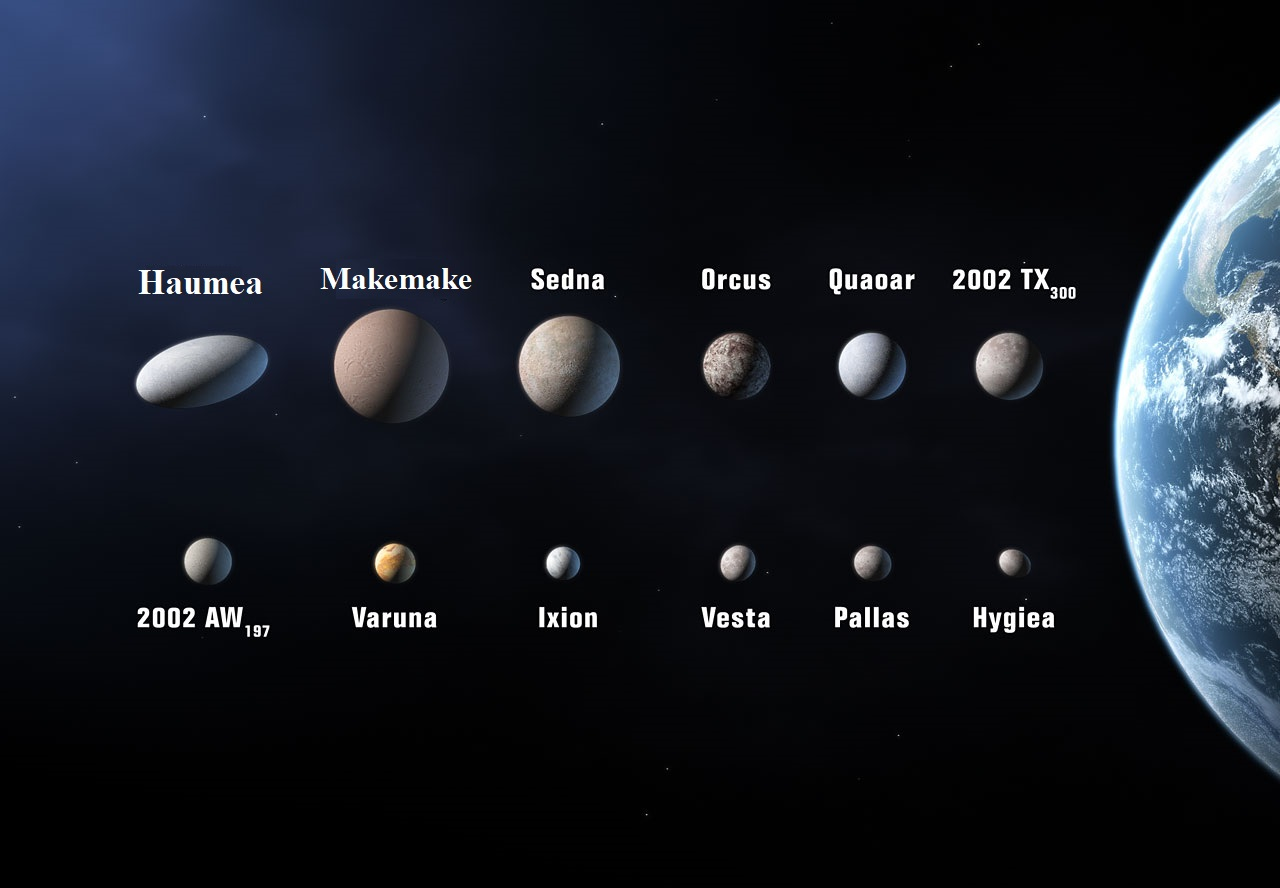
在IAU 2006草案上，灶神星是列在表中的一顆行星候選者。灶神星位在下排從左邊算起的第四顆。

灶神星是在主小行星帶質量第二大的小行星，但是它的質量只有穀神星的28% 。它的密度小於4顆內行星，但是高於大部分的衛星和其它小行星。它的表面積大約和巴基斯坦（大約800,000平方公里）一樣大。灶神星的軌道位於小行星帶的柯克伍德空隙內側，在2.50AU以內。它有已經分異的內部，和比智神星略小的體積（在誤差範圍內），但是質量大了約25%。
灶神星的形狀接近重力弛豫的橢球體，但是在南極有巨大的凹陷和突起（參見下文表面特徵），加上質量少於5×1020 kg，使國際天文學聯合會第26屆會員大會的第5決議案自動排除它被認定為矮行星。最近對灶神星的形狀分析和使用黎明號太空船蒐集的重力場資料顯示，灶神星尚未達到流體靜力平衡。
就小行星而言，它的自轉是相對較快速的（週期5.342小時），並且是順行，北極指向赤經20h32min，赤緯+48°（在天鵝座），大約有 10°的不確定性。轉軸傾角為29°。
估計當日正當中時表面的溫度是-20℃；在冬天，極點的溫度低至-190℃。正常的白天與夜晚的溫度各為-60℃和-130℃。以上的估計是在1996年5月6日，當灶神星非常接近近日點的時候完成的，細節則會隨著季節有些許的變化
| Geologic Map of Vesta. |
| --- |
| 最古老和深的坑洞地區是棕色；受到維納尼亞盆地和雷亞希爾維亞盆地撞擊影響的區域是紫色（在農神槽溝結構的北方）；各別的淡綠色（在赤道的戴瓦利亞槽溝構造）；雷亞希爾維亞撞擊盆地內部（在南部）是深藍色，周邊的濺出物區域（包括維納尼亞盆地內的區域）是亮藍色；最近受到撞擊影響或質量流失的區域，分別為黃色/橘色或綠色。 |

## 表面特徵

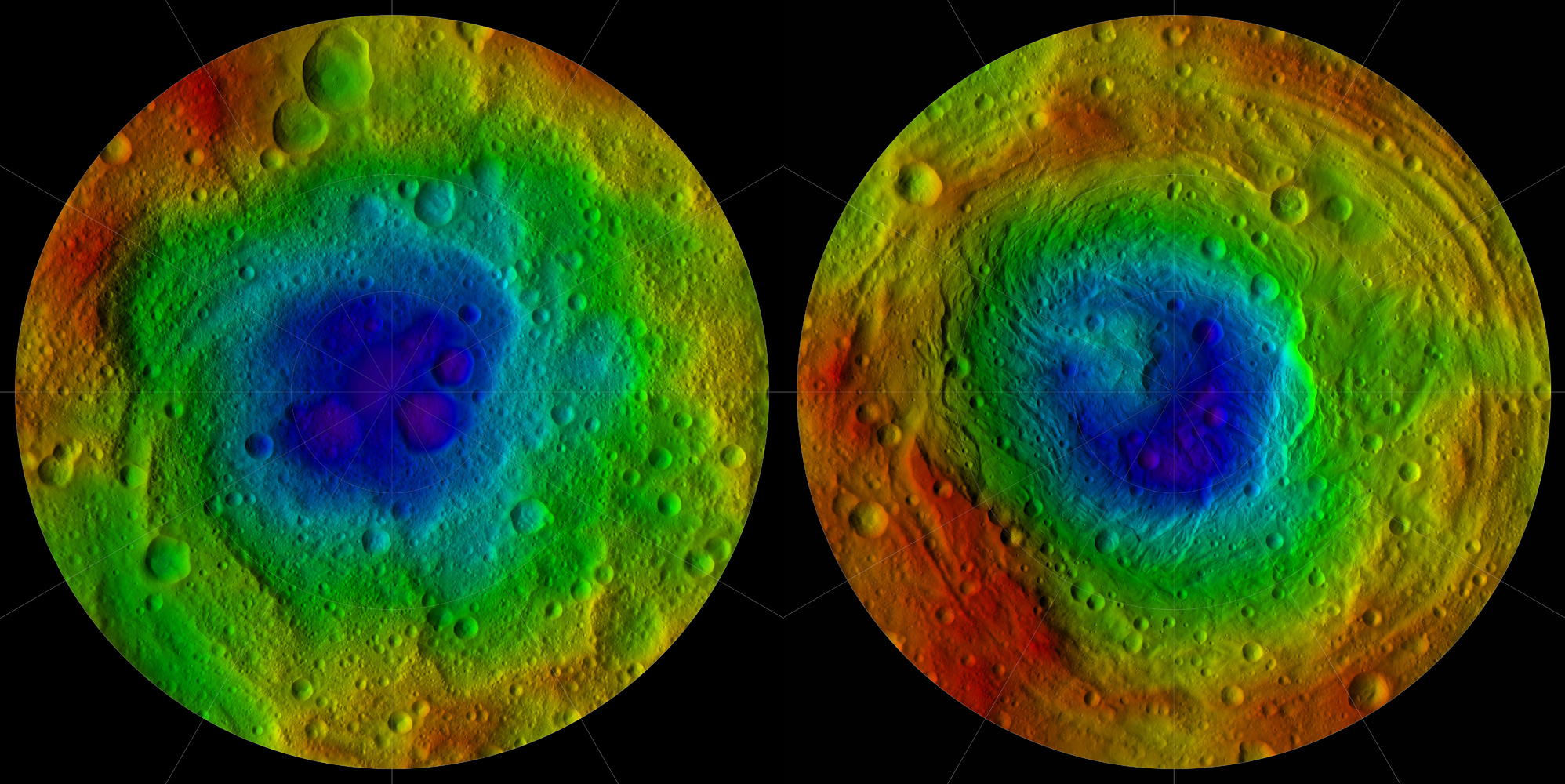
北半球（左）和南半球（右）。「雪人坑」在左圖的頂端；維納尼亞盆地（藍色）和雷亞希爾維亞盆地 （綠色）是右圖最主要的區域，可以看見兩個平行的溝槽。兩個半球的顏色並未依照地質，赤道區域也未顯示。

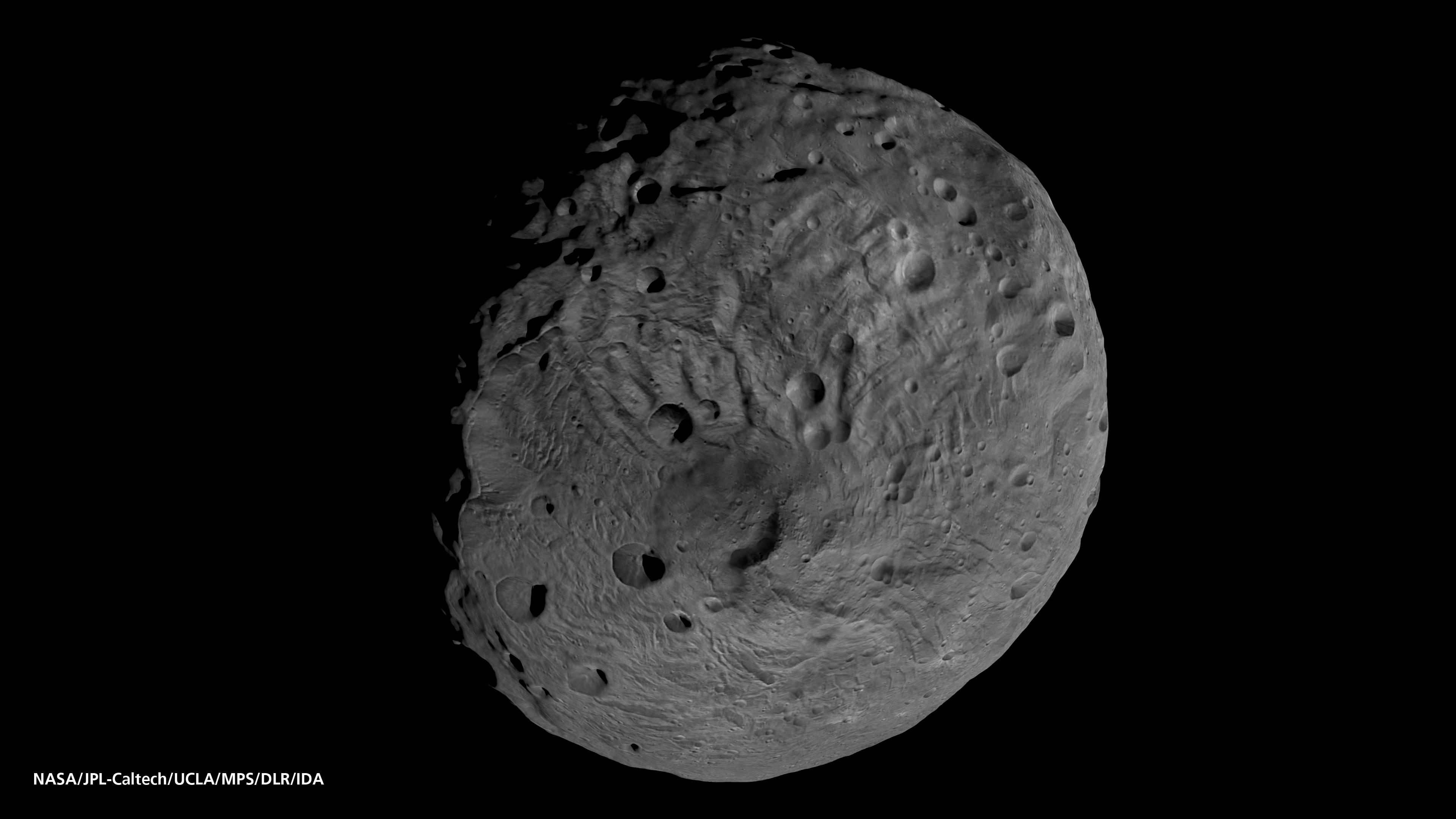
灶神星的南極地區，顯示雷亞希爾維亞盆地撞擊坑。

在黎明號太空船抵達之前，哈伯望遠鏡和地基望遠鏡（凱克天文台）已經解析出灶神星的一些表面特徵。黎明號在2011年7月抵達後，顯示出灶神星複雜表面更多的細節
。

### 維納尼亞盆地和雷亞希爾維亞盆地
表面最突出的地形是兩個巨大的坑穴，直徑500（310英里）寬的雷亞希爾維亞坑，靠近南極的中心；和直徑400（250英里）寬的維納尼亞坑。雷亞希爾維亞坑比較年輕，並且覆蓋著維納尼亞坑。黎明號的科學團隊以羅馬城建立者羅穆盧斯之母和神話中的維斯塔貞女瑞摩斯，命名較年輕、更顯著的坑為雷亞希爾維亞盆地。它的寬度是灶神星平均直徑的95%，深度約19（12英里） deep。中央峰從底部最低處隆起23公里，坑穴邊緣最高處則比底部高31公里。估計這次撞擊拋出的體積是灶神星的1%，並且灶神星族小行星和V-型小行星都是這次碰撞後的產物。如果真是這樣，在撞擊之後殘存下來的碎片還有直徑10公里的，顯示這個撞擊坑頂多只有10億年的歷史；它也是HED隕石的來源地點。所有已知的V-型小行星大約只有6%是來自此處，推測其它的不是因為碎片太小，就是受到亞爾科夫斯基效應或輻射壓攝動而遠離，被彈射進入接近1:3 柯克伍德空隙了。對哈伯望遠鏡影像的光譜分析顯示這個坑穴貫穿了不同的地質層次，而光譜中顯現橄欖石的特徵，顯示可能進入了灶神星的地函。
雷亞希爾維亞坑最高的中央峰高約20至25（12—16英里），寬約180（110英里）。
| 名稱             | 坐標       | 直徑（公里） | 名字來源                                                          |
| ---------------- | ---------- | ------------ | ----------------------------------------------------------------- |
| 雷亞希爾維亞盆地 | 75°S 301°E | 505          | 雷亞·西爾維亞，維斯塔貞女之一，羅馬城建立者羅穆盧斯和瑞摩斯之母。 |
| 維納尼亞盆地     | 52°S 170°E | 395          | 維納尼亞，維斯塔貞女之一。                                        |

### 其它坑穴

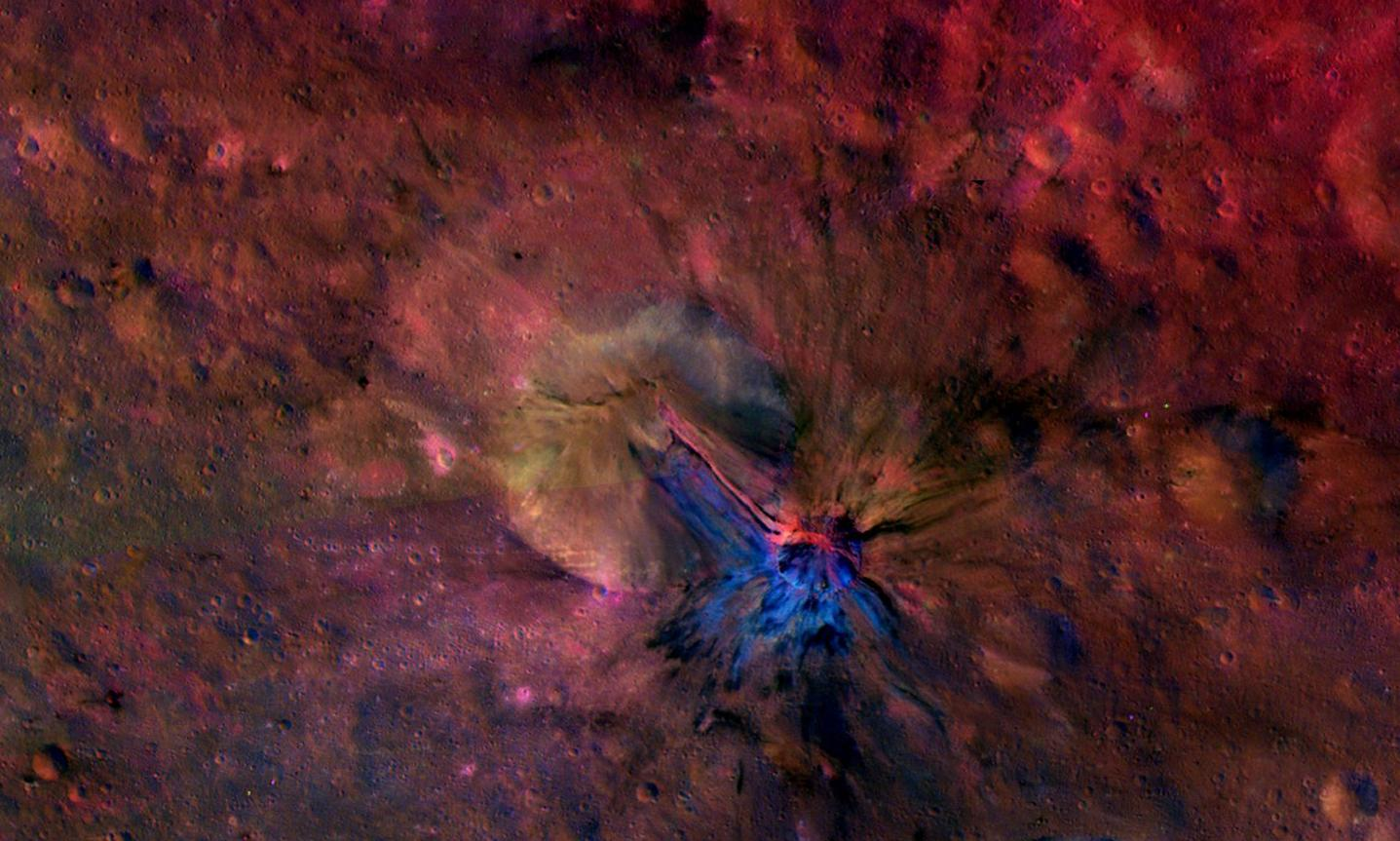
艾麗婭坑

相較於雷亞希爾維亞坑和維納尼亞坑，一些古老的、已經退化的坑，顯然都不是很大。它們包括在右圖，直徑約270公里的Feralia Planitia 。較新近的，外型明銳，範圍達到158（98英里）的Varronilla和196（122英里）的Postumia。
"雪人坑"是在北半球三個坑穴連續成一組的非官方名稱。官方的名稱從大到小（由西向東）依序是瑪西雅（Marcia）、卡爾普蕊娜（Calpurnia）和 Minucia。 瑪西雅是最年輕的，並且切過卡爾普蕊娜，Minucia是最古老的。

### 槽溝
灶神星上的槽溝，以古羅馬的節日和祭典命名。
| 名稱         | 坐標           | 長度（公里） | 名字來源                                                           |
| ------------ | -------------- | ------------ | ------------------------------------------------------------------ |
| 戴瓦利亞槽溝 | 69.5°S 29°E    | 465          | Divalia，又稱為Angeronalia；古羅馬節日，主祭神為痛苦女神安格隆納。 |
| 農神槽溝     | 26.9°S 139.9°W | 365          | 農神節，古羅馬節日，主祭神為薩圖爾努斯。                           |

灶神星的赤道地區絕大多數是由一系列的同心圓槽雕塑而成。最大的被命名為戴瓦利亞槽溝（寬10-20公里，長465公里）。然而灶神星事實上只有月球的七分之一大，戴瓦利亞槽溝就像縮小版的大峽谷。第二個系列，在更北邊發現，向著赤道傾斜，最大的北側槽溝被命名為農神槽溝（寬約40公里，長度超過370公里）。這些槽溝被認為是大型的地塹，是造成雷亞希爾維亞坑和維納尼亞坑的巨大撞擊分別形成的。它們幾乎和土衛三的伊薩卡峽谷一樣長，有一些已經列入太陽系最長的峽谷。槽溝也可能是灶神星與另一顆天體撞擊形成的地塹，這個過程可能只在一個已經分化的天體形成，像是灶神星。灶神星的分化是科學家為什麼認為它是顆原行星的原因之一。

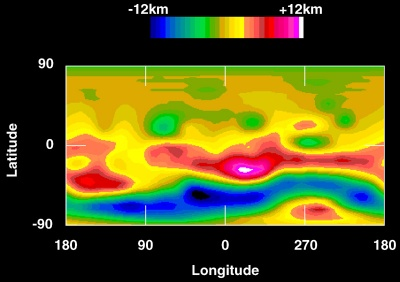
1996年5月哈伯太空望遠鏡的觀測繪製的（4）灶神星等高線圖。

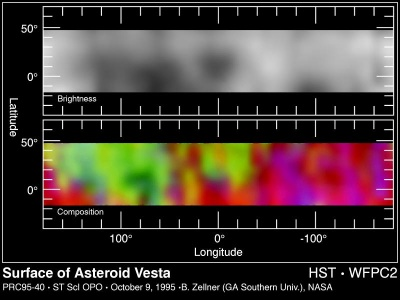
1994年哈伯太空望遠鏡觀測的（4）灶神星光譜和反射圖。

還有幾個大的隕石坑，直徑約在150公里，深度7公里，也被觀察到。一個寬達200公里反照率黑暗的區域已經被命名為奧伯斯，以尊崇灶神星的發現者。但在等高線圖中並未顯示出奧伯斯，因此他是個新生成的坑穴，還是古老的玄武岩表面，目前尚無從得知。 他被選定為經度0°的參考點，定義上的本初子午線就穿過它的中心。
東半球和西半球顯示出明顯不同的地形，對哈伯太空望遠鏡影像的初步光譜分析， 東半球顯示有幾種高反照率的地區，伴隨著老年風化層的沉重坑穴高地地形，和深度足以探測火成岩地層的坑穴。另一方面，西半球的大片地區由被認為是玄武岩的黑暗地質組織佔據的表面，或許類似於月海。

### 表面構造
從可見光和紅外光譜儀（VIR）、伽瑪射線和中子探測器（GRaND）和分幅相機（FC）的成分分析，都表明灶神星表面的化學組成，絕大多數與古銅鈣無粒隕石（Howardites）、鈣長輝長無粒隕石（Eucrites）、和古銅無球隕石（Diogenites）的組成一致。雷亞希爾維亞區富含古銅無球隕石，符合形成雷亞希爾維亞的撞擊從灶神星的內部深處挖掘出物質的影響，橄欖石存在於雷亞希爾維亞區也符合開挖出的地函物質。然而，在北半球，不屬於雷亞希爾維亞區的範圍內，也偵測到橄欖石，目前還不清楚這些橄欖石的來源。

### 揮發物與相關聯的特徵
在灶神星上觀察到4個有凹陷特徵的地形：馬西婭（Marcia）、科妮莉亞（Cornelia）、努米底亞（Numisia）和李其尼亞（Licinia）。這些窪點地形的形成疑是衝擊的熱使揮發性物質蒸發造成的。隨著窪點的地形，在瑪西婭和科妮莉亞撞擊坑發現曲線的溝壑。曲線的溝壑結束於分裂的淤積，並且被認為是被撞擊熱融化的液態禍水暫時流過隱伏的礦床所造成的影響。此外，也發現了水和礦物，其中有許多都是與帶黑色物質的區域相結合。因此，黑色的物質被認為很大程度上是碳質球粒隕石沉積在表面的影響。碳質球粒隕石在礦物學上是相對含有比較豐富的OH。

## 地質

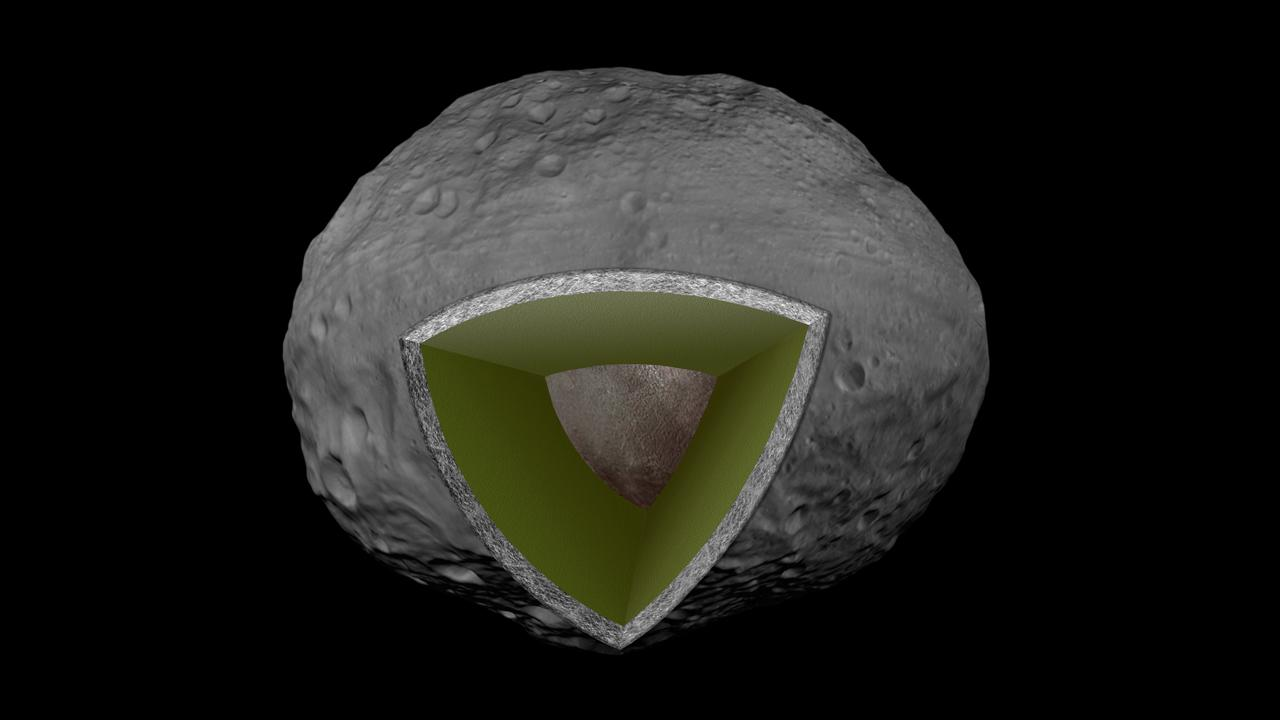
灶神星的地殼、地函和核心的切面示意圖。

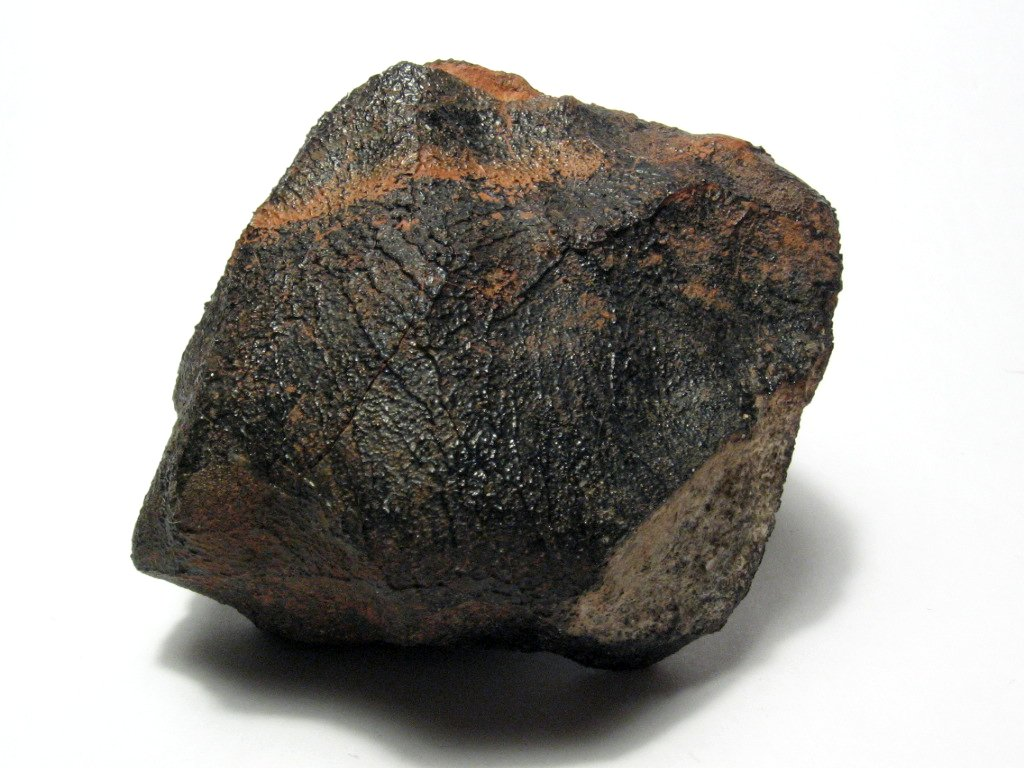
鈣長輝長無粒隕石

有大量的潛在樣本，大約1,200顆的HED隕石（來自灶神星的無粒隕石）被蒐集，可供科學家們研究，以洞察灶神星的地質歷史和結構。NASA紅外望遠鏡（NASA Infrared Telescope Facility，NASA IRTF）研究小行星(237442) 1999 TA10，建議它起源於灶神星，並且比任何的HED隕石都更深入其內部 。
灶神星被認為有個直徑214-226公里的鐵-鎳核心，上面覆蓋著橄欖石的地函，表面是地殼。從富含鈣-鋁（在太陽系最早出現的固體物質大約在45億6,700萬年前）的固體物質首次出現，可能的時間表如下所示：
- 大約以2—3百萬年累積完成。
- 因為放射性衰變，所有的或是絕大部分的26鋁，經歷4—5百萬年，逐漸分離與沉降至核心。
- 地幔的對流作用，造成熔解與進一步的結晶作用，經歷約6—7百萬年，當80%的物質結晶之後，對流停止。
- 剩餘的熔融物質經由噴發，或是經由熔岩噴發成為玄武岩，或是短暫的形成岩漿的海洋，形成地殼。
- 地殼的較深層因為結晶形成火成岩，更老的玄武岩因為來自新增表層的壓力成為變質岩。
- 內部緩慢的冷卻。

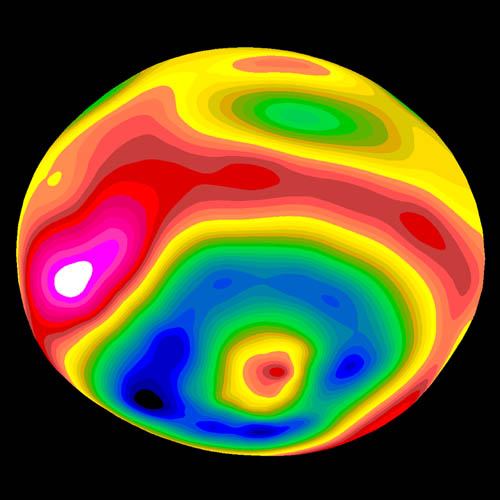
依據1996年5月哈伯太空望遠鏡的圖像，從東南方向看的（4）灶神星等高線圖，顯示出南極的坑穴。

灶神星是唯一原封不動的更新過表面，並且是唯一經歷行星分化的小行星。但是，現有的鐵隕石和無球粒隕石未能在母體上被確認。在隕石的分類中，是在星子與煉獄的歷史過程中，經由撞擊產生的碎片。
灶神星的外殼被認為有下列的層次（依照深度排序）：
- 石化的風化層，來自於古銅鈣無粒隕石和角礫岩的噴發。
- 玄武岩的熔岩流，來自於非推積性的噴發。
- 包括輝石、易變輝石、和斜長石等火成岩，來自於推積性的噴發。
- 有大顆粒的直輝石類火成岩，來自於古銅無球隕石。

依據V-型小行星的大小（經由大撞擊期間被拋出的灶神星外殼碎片），與南極坑穴的深度（見下文）估計，外殼厚度大約是10公里。

### 撞擊坑
灶神星上的撞擊坑，多以維斯塔貞女命名，其中Marcia、Calpurnia和Minucia由於彼此相連又剛好大小由下往上依序排列，因此曾被暱稱為雪人撞擊坑。
| 名稱            | 坐標           | 直徑（公里） | 名字來源                                                                   |
| --------------- | -------------- | ------------ | -------------------------------------------------------------------------- |
| 塔爾皮亞撞擊坑  | 69.5°S 29°E    | 41           | 塔爾皮亞，維斯塔貞女之一；同時也是羅馬守城總督之女，後背叛羅馬引敵軍進城。 |
| Vibidia撞擊坑   | 26.9°S 139.9°W | 7.6          | Vibidia，維斯塔貞女之一。                                                  |
| Marcia撞擊坑    |                | 63           | Marcia，維斯塔貞女之一，後被指控犯罪。                                     |
| Calpurnia撞擊坑 |                | 53           | Calpurnia。                                                                |
| Minucia撞擊坑   |                | 24           | Minucia，維斯塔貞女之一，後被指控不貞。                                    |

## 碎片

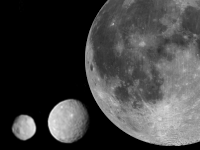
由左至右：灶神星（小行星）、谷神星（矮行星）、月球。

太陽系內許多種的小天體被認為是灶神星被撞擊後產生的碎片，灶神星族的小行星和HED隕石就是例子。屬於V-型小行星的小行星1929（Kollaa）已經被確認有和鈣長輝長無粒隕石類似的成分堆積著，顯示他的來源是灶神星地殼的深處。
因為有些隕石相信是來自灶神星的碎片，灶神星也就成為太陽系中五個有樣本可供研究的天體。其餘的是火星、月球、81P/威爾德二號彗星和地球本身。

## 探測

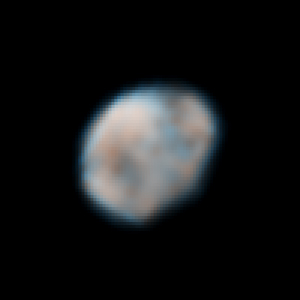
哈伯太空望遠鏡在2007年5月拍攝的灶神星。

一個探索小行星計畫在1981年於歐洲太空總署提出，命名為「小行星重力光學和雷達分析」（Asteroidal Gravity Optical and Radar Analysis，AGORA），這艘太空船預計在1990—1994年間發射，並執行兩次大的小行星飛越，此一任務的首選目標視灶神星。AGORA將經過火星，或利用小的離子引擎以重力拋射彈道抵達小行星帶，不過這項建議被歐洲太空總署拒絕。一個NASA及ESA聯合起草的「太陽電力推進多顆小行星軌道」（Multiple Asteroid Orbiter with Solar Electric Propulsion，MAOSEP），包括灶神星軌道的特遣任務被提出來。NASA表示它們對小行星的任務不感興趣，而ESA則成立了技術小組研究使用的離子引擎的太空船。在1980年代還有德國、法國、義大利和蘇聯都提出了前往小行星帶的其他任務，但都沒有得到被批准。
NASA在1990年代初啟動探索計畫，這是一系列低成本的科學特遣任務。這個計畫的研究小組在1996年建議將使用離子引擎太空船探測小行星帶的計畫提升為高度優先任務。但幾年來，這個計畫仍然有經費上的問題，而且直到2004年，曙光號探測器才通過關鍵性的設計審查。
NASA的曙光號探測器在2007年9月27日發射，是第一艘前往灶神星的太空船。它將從2011年7月16日開始環繞灶神星一年，直到2012年的7月。這會配合灶神星南半球的夏末，所以南極的大坑會被陽光照亮；因為灶神星的一季長達11個月，北半球（包括對面受到擠壓而斷裂的火山口）在「曙光號」離開軌道之前，都能被照相機觀察到。 
在2011年5月3日，曙光號在距離灶神星120萬公里的距離上拍得它的第一張影像。曙光號在離開灶神星的軌道之後，將繼續前往穀神星。雖然還沒有分配穀神星的軌道任務能夠使用多少的燃料，但之後可能會使用剩餘的燃料，繼續探索小行星帶。這艘太空船將是第一艘以高效能的離子驅動引擎進入超過一顆天體以上遶行軌道的太空船。一旦曙光號抵達灶神星，科學家將能夠基於重力的交互作用精確的計算灶神星的質量。這將使科學家能利用灶神星的攝動更精確的估計出其它小行星的質量。

## 2005至2021年灶神星視運動狀況
| 留，逆行       | 衝             | 衝日時 地心距離（AU） | 最大亮度 （mag） | 留，順行       | 合日           |
| -------------- | -------------- | --------------------- | ---------------- | -------------- | -------------- |
| 2005年11月19日 | 2006年1月6日   | 1.55042               | 6.2              | 2006年2月23日  | 2005年5月11日  |
| 2007年4月19日  | 2007年5月31日  | 1.14003               | 5.4              | 2007年6月15日  | 2006年9月11日  |
| 2008年9月13日  | 2008年10月30日 | 1.54136               | 6.5              | 2008年12月20日 | 2008年2月21日  |
| 2010年1月8日   | 2010年2月18日  | 1.40719               | 6.1              | 2010年4月8日   | 2009年6月22日  |
| 2011年6月26日  | 2011年8月6日   | 1.22987               | 5.6              | 2011年9月19日  | 2010年11月11日 |
| 2012年10月21日 | 2012年12月9日  | 1.58942               | 6.4              | 2013年1月28日  | 2012年4月10日  |
| 2014年3月7日   | 2014年4月15日  | 1.21837               | 5.7              | 2014年6月3日   | 2013年8月7日   |
| 2015年8月16日  | 2015年9月30日  | 1.43731               | 6.2              | 2015年11月19日 | 2015年1月13日  |
| 2016年12月3日  | 2017年1月19日  | 1.51465               | 6.2              | 2017年3月8日   | 2016年5月24日  |
| 2018年5月11日  | 2018年6月22日  | 1.14132               | 5.3              | 2018年8月4日   | 2017年9月29日  |
| 2019年9月26日  | 2019年11月13日 | 1.57063               | 6.5              | 2020年1月3日   | 2019年3月9日   |
| 2021年1月25日  | 2021年3月6日   | 1.34751               | 6.0              | 2021年4月24日  | 2020年7月6日   |

## 註解
1. ↑  Marc Rayman of the JPL Dawn team used "Vestian" a few times in 2010 and early 2011 in his Dawn Journal. However, since that time, and outside the journal, the form "Vestan" has been used by JPL.[1] Most modern print sources also use "Vestan",[2] though the Planetary Society continues to use "Vestian".[3] The form "Vestalian" correctly refers to people or things associated with Vesta, such as the vestal virgins, not to Vesta herself.
2. ↑  在2009年2月10日，灶神星在遠日點，使得在近日點的穀神星比灶神星更靠近太陽（2009-02-10: Vesta 2.56AU; Ceres 2.54AU)
3. ↑  維斯塔 wéisītǎ，有個使發音搞混的ī，使最接近它的拉丁文發音是westa.
4. ↑  其它來源的資料顯示高斯使用更精細的符號形式，[40][41]
5. ↑  或是委內瑞拉，還是坦尚尼亞；稍大於德州和10倍於英國。
6. ↑  意思是說，在北半球的藍色區域和南半球的藍色區域並無同的含義

### 一般參考資料
- The Dawn Mission to Minor Planets 4 Vesta and 1 Ceres, Christopher T. Russell and Carol A. Raymond (Editors), Springer (2011), ISBN 978-1-4614-4903-4
- Keil, K.; Geological History of Asteroid 4 Vesta: The Smallest Terrestrial Planet in Asteroids III, William Bottke, Alberto Cellino, Paolo Paolicchi, and Richard P. Binzel, (Editors), University of Arizona Press (2002), ISBN 978-0-8165-2281-1

## 外部連結
- Vestatrek – An integrated 3D-map browser of all available datasets and maps for 4 Vesta
- JPL Ephemeris （页面存档备份，存于）
- NASA's Dawn Spacecraft （页面存档备份，存于）
- Views of the Solar System: Vesta （页面存档备份，存于）
- HubbleSite （页面存档备份，存于）: Hubble Maps the Asteroid Vesta
- Encyclopaedia Britannica, Vesta – full article （页面存档备份，存于）
- HubbleSite （页面存档备份，存于）: short movie composed from Hubble Space Telescope images from November 1994.
- Adaptive optics views of Vesta from Keck Observatory （页面存档备份，存于）
- 4 Vesta images at ESA/Hubble （页面存档备份，存于）
- Hubble views of Vesta on the Planetary Society Weblog （页面存档备份，存于） (includes animation)
- Dawn at Vesta (NASA press kit on Dawn's operations at Vesta)
- NASA video （页面存档备份，存于）
- Vesta atlas （页面存档备份，存于）
- Vesta to scale （页面存档备份，存于）  （页面存档备份，存于）
- PDS Small Bodies Image Browser （页面存档备份，存于）
- DLR public Dawn products site
- News articles
  - Differentiated interior（页面存档备份，存于） of Vesta
  - HubbleSite （页面存档备份，存于）: Hubble Reveals Huge Crater on the Surface of the Asteroid Vesta
  - Horton,  Adam. "NASA's DAWN Mission Creates 4 Vesta Geological Map ." 14 December 2014.

| 前一小行星： (3)婚神星 | 小行星列表 | 後一小行星： (5)義神星 |